# 迷鰧
迷鰧，為輻鰭魚綱鱸形目绵鳚亞目绵鳚科的其中一種，分布於西大西洋的墨西哥灣海域，屬深海底棲性魚類，棲息深度在水深219至1004公尺，體長可達10公分，屬肉食性，以甲殼類為食。